# Grand Prairie
Grand Prairie je město rozkládající se v okresech Dallas County, Tarrant County a Ellis County ve státě Texas ve Spojených státech amerických. Jde o 15. nejlidnatější město v Texasu a 122. nejlidnatější město v USA. Je součástí souměstí Dallas-Fort Worth, přičemž s Dallasem sousedí na východě, zatímco s městem Fort Worth sousedí Grand Prairie na severozápadě. Na severu pak město sousedí s Irvingem, na západě s Arlingtonem, na jihozápadě s Mansfieldem a na jihovýchodě s městy Cedar Hill a Midlothian.
K roku 2020 zde žilo 196 100 obyvatel. S celkovou rozlohou 211km² byla hustota zalidnění 930 obyvatel na km². Nachází se v oblasti s vlhkým subtropickým podnebím.